# Weißbach bei Lofer
Weißbach bei Lofer – gmina w Austrii, w kraju związkowym Salzburg, w powiecie Zell am See. Według Austriackiego Urzędu Statystycznego liczyła 430 mieszkańców (1 stycznia 2015).